# Saison 2015-2016 des Girondins de Bordeaux
Maillots
Chronologie
Saison précédente Saison suivante
La saison 2015-2016 des Girondins de Bordeaux est la soixante-troisième du club en première division du championnat de France, la vingt-quatrième consécutive du club au sommet de la hiérarchie du football français et la première saison complète dans son nouveau stade inauguré la saison passée lors de la dernière journée de Ligue 1.
Lors de cette saison, le club dispute les compétitions nationales (Ligue 1, Coupe de France et Coupe de la Ligue) ainsi que la Ligue Europa, à partir du 3e tour de qualification.

## Avant-saison

### Tableau des transferts
| Nom               | Nationalité | Poste     | Transfert                             | Provenance/Destination  | Division                |
| ----------------- | ----------- | --------- | ------------------------------------- | ----------------------- | ----------------------- |
| Arrivées          |             |           |                                       |                         |                         |
| Pablo             | Brésil      | Défenseur | Transfert (2M d'€)                    | Ponte Preta             | Brasileirão             |
| Milan Gajić       | Serbie      | Défenseur | Transfert (0,8M d'€)                  | OFK Belgrade            | Jelen SuperLiga         |
| Emiliano Sala     | Argentine   | Attaquant | Retour de prêt                        | SM Caen                 | Ligue 1                 |
| Gaëtan Laborde    | France      | Attaquant | Retour de prêt                        | Stade brestois          | Ligue 2                 |
| Adam Ounas        | Algérie     | Attaquant | Premier contrat professionnel (3 ans) | Girondins de Bordeaux B | CFA                     |
| Jérôme Prior      | France      | Gardien   | Premier contrat professionnel (3 ans) | Girondins de Bordeaux B | CFA                     |
| Frédéric Guilbert | France      | Défenseur | Premier contrat professionnel (2 ans) | Girondins de Bordeaux B | CFA                     |
| Kévin Soni        | Cameroun    | Milieu    | Premier contrat professionnel (3 ans) | Girondins de Bordeaux B | CFA                     |
| Départs           |             |           |                                       |                         |                         |
| Mariano           | Brésil      | Défenseur | Transfert (3,5M d'€)                  | Séville FC              | Liga BBVA               |
| Emiliano Sala     | Argentine   | Attaquant | Transfert (1M d'€)                    | FC Nantes               | Ligue 1                 |
| David Djigla      | Bénin       | Attaquant | Transfert                             | Chamois niortais FC     | Ligue 2                 |
| Younès Kaabouni   | France      | Milieu    | Prêt                                  | Red Star FC             | Ligue 2                 |
| Théo Pellenard    | France      | Défenseur | Prêt                                  | Paris FC                | Ligue 2                 |
| Tiago Ilori       | Portugal    | Défenseur | Retour de prêt                        | Liverpool FC            | Barclays Premier League |
| Ažbe Jug          | Slovénie    | Gardien   | Fin de contrat                        | Sporting CP             | Liga NOS                |
| Rodrigo Castro    | Argentine   | Milieu    | Fin de contrat                        | Club Atlético Belgrano  | Primera división        |
| Marc Planus       | France      | Défenseur | Fin de contrat                        |                         |                         |
| Julien Faubert    | France      | Défenseur | Fin de contrat                        |                         |                         |
| Clément Badin     | France      | Milieu    | Fin de contrat                        |                         |                         |

| Nom             | Nationalité | Poste     | Transfert          | Provenance/Destination          | Division                |
| --------------- | ----------- | --------- | ------------------ | ------------------------------- | ----------------------- |
| Arrivées        |             |           |                    |                                 |                         |
| Paul Bernardoni | France      | Gardien   | Prêt o.a (3M d'€)  | ES Troyes AC                    | Ligue 1                 |
| Mathieu Debuchy | France      | Défenseur | Prêt               | Arsenal FC                      | Premier League          |
| Mauro Arambarri | Uruguay     | Milieu    | Transfert (3M d'€) | Defensor Sporting Club          | Primera División        |
| Malcom          | Brésil      | Attaquant | Transfert (5M d'€) | Sport Club Corinthians Paulista | Brasileirão             |
| Départs         |             |           |                    |                                 |                         |
| Gaëtan Laborde  | France      | Attaquant | Prêt               | Clermont Foot 63                | Ligue 2                 |
| Henri Saivet    | Sénégal     | Milieu    | Transfert (6M d'€) | Newcastle United Football Club  | Barclays Premier League |
| Wahbi Khazri    | Tunisie     | Attaquant | Transfert (12M€)   | Sunderland Football Club        | Barclays Premier League |

### Matches amicaux
Les Girondins reprennent le chemin de l'entraînement le jeudi 25 juin 2015. Ils effectueront un stage de préparation du 29 juin au 9 juillet à Laa an der Thaya en Autriche puis un second stage du 20 juillet au 23 juillet à l'Île de Ré. 

## Effectif

### Effectif professionnel actuel
Le tableau suivant liste uniquement l'effectif professionnel des Girondins pour la saison 2015-2016.

## Compétitions

### Ligue 1
La Ligue 1 2015-2016 est la soixante-dix-huitième édition du championnat de France de football et la quatorzième sous l'appellation « Ligue 1 ». La division oppose vingt clubs en une série de trente-huit rencontres. Les meilleurs de ce championnat se qualifient pour les coupes d'Europe que sont la Ligue des champions (le podium) et la Ligue Europa (le quatrième et les vainqueurs des coupes nationales). Les Girondins de Bordeaux participent à cette compétition pour la soixante-troisième fois de son histoire.
| Date-heure                       | J. | Adversaire             | Lieu | Résultat (Mi-temps) | Buteurs pour les GdB                                                         | Buteurs adverses | Classement | Affluence | Diffuseur                      |
| Dimanche 9 août 2015 17h00       | 1  | Stade de Reims         | Dom. | 1 - 2 · (1 - 0)     | Wahbi Khazri 41e                                                             | Nicolas de Préville 80e · Jordan Siebatcheu 87e                                                                      | 15e        | 31 583    | Canal+ Multiplex BeIN Sports 1 |
| Samedi 15 août 2015 17h00        | 2  | AS Saint-Étienne       | Ext. | 1 - 1 · (0 - 0)     | Henri Saivet 90+1e                                                           | Romain Hamouma 58e                                                                                                   | 15e        | 34 063    | Canal+                         |
| Dimanche 23 août 2015 14h00      | 3  | Lille OSC              | Ext. | 0 - 0 · (0 - 0)     | -                                                                            | - | 14e        | 28 035    | BeIN Sports 1                  |
| Dimanche 30 août 2015 17h00      | 4  | FC Nantes              | Dom. | 2 - 0 · (1 - 0)     | Wahbi Khazri 45+2e · Milan Gajić 87e                                         | - | 10e        | 26 307    | BeIN Sports 1                  |
| Vendredi 11 septembre 2015 20h30 | 5  | Paris SG               | Ext. | 2 - 2 · (2 - 1)     | Henri Saivet 31e · Wahbi Khazri 79e                                          | Edinson Cavani 27e 34e                                                                                               | 12e        | 46 860    | BeIN Sports Canal+ Sport       |
| Dimanche 20 septembre 2015 14h00 | 6  | Toulouse FC            | Dom. | 1 - 1 · (0 - 1)     | Enzo Crivelli 89e                                                            | Adrien Regattin 23e                                                                                                  | 13e        | 20 650    | BeIN Sports                    |
| Mercredi 23 septembre 2015 19h00 | 7  | OGC Nice               | Ext. | 6 - 1 · (2 - 1)     | Jaroslav Plašil 6e                                                           | Valère Germain 33e · Mickaël Le Bihan 42e · Nicolas Pallois 51e (csc) · Hatem Ben Arfa 68e 75e · Alexandre Mendy 84e | 16e        | 13 686    | BeIN Sports                    |
| Samedi 26 septembre 2015 20h00   | 8  | Olympique lyonnais     | Dom. | 3 - 1 · (3 - 0)     | Wahbi Khazri 17e · Jaroslav Plašil 40e · Pablo 45+2e                         | Claudio Beauvue 78e                                                                                                  | 12e        | 26 593    | BeIN Sports                    |
| Dimanche 4 octobre 2015 17h00    | 9  | FC Lorient             | Ext. | 3 - 2 · (0 - 1)     | Diego Rolán 38e · Adam Ounas 89e                                             | Benjamin Moukandjo 47e · Majeed Waris 64e (pen.) · Zargo Touré 79e                                                   | 14e        | 10 407    | BeIN Sports                    |
| Dimanche 18 octobre 2015 17h00   | 10 | Montpellier HSC        | Dom. | 0 - 0 · (0 - 0)     | -                                                                            | - | 14e        | 23 881    | BeIN Sports                    |
| Dimanche 25 octobre 2015 17h00   | 11 | ES Troyes AC           | Dom. | 1 - 0 · (0 - 0)     | Adam Ounas 78e                                                               | - | 13e        | 21 081    | BeIN Sports                    |
| Samedi 31 octobre 2015 20h00     | 12 | GFC Ajaccio            | Ext. | 2 - 0 · (1 - 0)     | -                                                                            | Mohamed Larbi 44e 69e                                                                                                | 14e        | 3 628     | BeIN Sports                    |
| Dimanche 8 novembre 2015 21h00   | 13 | AS Monaco              | Dom. | 3 - 1 · (2 - 1)     | Nicolas Maurice-Belay 37e · Cédric Yambéré 41e · Jaroslav Plašil 48e         | Helder Costa 23e | 11e        | 21 090    | BeIN Sports                    |
| Dimanche 22 novembre 2015 17h00  | 14 | Stade rennais          | Ext. | 2 - 2 · (1 - 1)     | Enzo Crivelli 41e · Diego Contento 78e                                       | Ousmane Dembélé 31e · Kamil Grosicki 75e                                                                             | 13e        | 23 289    | BeIN Sports                    |
| Dimanche 29 novembre 2015 17h00  | 15 | SM Caen                | Dom. | 1 - 4 · (0 - 1)     | Enzo Crivelli 90e                                                            | Syam Ben Youssef 6e · Damien Da Silva 56e · Cédric Carrasso 61e (csc) · Andy Delort 77e                              | 14e        | 18 830    | BeIN Sports                    |
| Mercredi 2 décembre 2015 19h00   | 16 | SC Bastia              | Ext. | 1 - 0 · (0 - 0)     | -                                                                            | Florian Raspentino 89e                                                                                               | 17e        | 10 135    | BeIN Sports                    |
| Dimanche 6 décembre 2015 17h00   | 17 | EA Guingamp            | Dom. | 1 - 0 · (0 - 0)     | Cédric Yambéré 62e                                                           | - | 12e        | 22 606    | BeIN Sports                    |
| Dimanche 13 décembre 2015 17h00  | 18 | Angers SCO             | Ext. | 1 - 1 · (0 - 1)     | Diego Rolán 40e                                                              | Romain Thomas 83e | 14e        | 13 702    | BeIN Sports                    |
| Dimanche 20 décembre 2015 21h00  | 19 | Olympique de Marseille | Dom. | 1 - 1 · (0 - 0)     | Wahbi Khazri 57e                                                             | Alaixys Romao 56e | 14e        | 39 672    | Canal+                         |
| Samedi 9 janvier 2016 20h00      | 20 | Montpellier HSC        | Ext. | 0 - 1 · (1 - 0)     | Cheick Diabaté 16e                                                           | - | 12e        | 10 603    | BeIN Sports                    |
| Samedi 16 janvier 2016 20h00     | 21 | Lille OSC              | Dom. | 1 - 0 · (0 - 0)     | Cheick Diabaté 52e                                                           | - | 10e        | 21 207    | BeIN Sports                    |
| Samedi 24 janvier 2016 20h00     | 22 | FC Nantes              | Ext. | 2 - 2 · (2 - 0)     | Cheick Diabaté 85e · Lorik Cana 90+2e (csc)                                  | Kolbeinn Sigþórsson 1re · Alejandro Bedoya 30e                                                                       | 10e        | 21 893    | BeIN Sports                    |
| Dimanche 31 janvier 2016 17h00   | 23 | Stade rennais          | Dom. | 4 - 0 · (1 - 0)     | Cheick Diabaté 29e 51e · Diego Rolan 67e · Thomas Touré 90+3e                | - | 7e         | 19 883    | BeIN Sports                    |
| Mercredi 3 février 2016 19h00    | 24 | Olympique lyonnais     | Ext. | 3 - 0 · (1 - 0)     | -                                                                            | Alexandre Lacazette 42e 88e · Aldo Kalulu 90+2e                                                                      | 10e        | 30 143    | BeIN Sports                    |
| Dimanche 7 février 2016 17h00    | 25 | AS Saint-Étienne       | Dom. | 1 - 4 · (1 - 2)     | Cédric Yambéré 10e                                                           | Vincent Pajot 4e · Oussama Tannane 7e · Alexander Søderlund 70e · Nolan Roux 75e                                     | 11e        | 34 377    | BeIN Sports                    |
| Samedi 13 février 2016 20h00     | 26 | EA Guingamp            | Ext. | 2 - 4 · (1 - 2)     | Adam Ounas 19e · Diego Rolan 37e · Clément Chantôme 67e · Cheick Diabaté 88e | Thibault Giresse 42e · Marcus Coco 58e                                                                               | 9e         | 13 177    | BeIN Sports                    |
| Vendredi 19 février 2016 20h30   | 27 | OGC Nice               | Dom. | 0 - 0 · (0 - 0)     | -                                                                            | - | 10e        | 23 641    | BeIN Sports                    |
| Samedi 27 février 2016 20h00     | 28 | Stade de Reims         | Ext. | 4 - 1 · (2 - 0)     | Adam Ounas 69e                                                               | Aïssa Mandi 23e · Thievy Bifouma 34e · Gaëtan Charbonnier 67e · Alhassane Bangoura 89e                               | 13e        | 11 286    | BeIN Sports                    |
| Samedi 5 mars 2016 20h00         | 29 | GFC Ajaccio            | Dom. | 1 - 1 · (1 - 0)     | Cheick Diabaté 38e (pen.)                                                    | Mohamed Larbi 89e | 12e        | 17 603    | BeIN Sports                    |
| Samedi 12 mars 2016 20h00        | 30 | Toulouse FC            | Ext. | 4 - 0 · (1 - 0)     | -                                                                            | Wissam Ben Yedder 5e 50e (pen.) · Martin Braithwaite 87e (pen.) · Óscar Trejo 90e                                    | 14e        | 12 292    | BeIN Sports                    |
| Dimanche 20 mars 2016 14h00      | 31 | SC Bastia              | Dom. | 1 - 1 · (0 - 0)     | Diego Contento 82e                                                           | Axel Ngando 85e | 14e        | 21 927    | BeIN Sports                    |
| Vendredi 1er avril 2016 20h30    | 32 | AS Monaco              | Ext. | 1 - 2 · (0 - 1)     | Thomas Touré 45+2e · Adam Ounas 56e                                          | Frédéric Guilbert 90+3e (csc)                                                                                        | 12e        | 6 852     | BeIN Sports                    |
| Dimanche 10 avril 2016 21h00     | 33 | Olympique de Marseille | Ext. | 0 - 0 · (0 - 0)     | -                                                                            | - | 12e        | 43 344    | Canal+                         |
| Samedi 16 avril 2016 20h00       | 34 | Angers SCO             | Dom. | 1 - 3 · (0 - 0)     | Diego Rolan 70e                                                              | Cheikh N'Doye 61e · Mohamed Yattara 64e · Gregory Bourillon 87e                                                      | 13e        | 24 611    | BeIN Sports                    |
| Samedi 30 avril 2016 20h00       | 36 | ES Troyes AC           | Ext. | 2 - 4 · (0 - 2)     | Diego Rolan 14e 71e · Chris Mavinga 41e (csc) · Cheikh Diabaté 60e           | Benjamin Nivet 57e (pen.) · Corentin Jean 69e                                                                        | 12e        | 13 442    | BeIN Sports                    |
| Samedi 7 mai 2016 21h00          | 37 | FC Lorient             | Dom. | 3 - 0 · (2 - 0)     | Malcom 12e · Cheikh Diabaté 21e 48e                                          | - | 11e        | 23 117    | BeIN Sports Canal+ Multiplex   |
| Mercredi 11 mai 2016 20h30       | 35 | Paris SG               | Dom. | 1 - 1 · (0 - 0)     | Nicolas Pallois 66e                                                          | Zlatan Ibrahimovic 59e                                                                                               | 10e        | 38 026    | BeIN Sports Canal+ Sport       |
| Samedi 14 mai 2016 21h00         | 38 | SM Caen                | Ext. | 1 - 0 · (1 - 0)     | -                                                                            | Andy Delort 14e (pen.)                                                                                               | 11e        | 19 599    | BeIN Sports Canal+ Multiplex   |

#### Classement et statistiques
Extrait du classement de Ligue 1 2015-2016
| Rang | Équipe                     | Pts | J  | G  | N  | P  | Bp  | Bc | Diff |
| --- | -------------------------- | --- | -- | -- | -- | -- | --- | -- | ---- |
| 1 | Paris Saint-Germain FC T S | 96  | 38 | 30 | 6  | 2  | 102 | 19 | +83  |
| 2 | Olympique lyonnais         | 65  | 38 | 19 | 8  | 11 | 67  | 43 | +24  |
| 3 | AS Monaco FC               | 65  | 38 | 17 | 14 | 7  | 57  | 50 | +7   |
| 4 | OGC Nice                   | 63  | 38 | 18 | 9  | 11 | 58  | 41 | +17  |
| 5 | Lille OSC                  | 60  | 38 | 15 | 15 | 8  | 39  | 27 | +12  |
| 6 | AS Saint-Étienne           | 58  | 38 | 17 | 7  | 14 | 42  | 37 | +5   |
| 7 | SM Caen                    | 54  | 38 | 16 | 6  | 16 | 39  | 52 | -13  |
| 8 | Stade rennais              | 52  | 38 | 13 | 13 | 12 | 52  | 54 | -2   |
| 9 | Angers SCO P               | 50  | 38 | 13 | 11 | 14 | 40  | 38 | +2   |
| 10 | SC Bastia                  | 50  | 38 | 14 | 8  | 16 | 36  | 42 | -6   |
| - Phase de groupes de la Ligue des champions 2016-2017 - 3e tour de la Ligue des champions 2016-2017 - Phase de groupe de la Ligue Europa 2016-2017 - 3e tour de la Ligue Europa 2016-2017 |                            |     |    |    |    |    |     |    |      |

#### Résultats par journée
| Journée   | 01  | 02  | 03  | 04  | 05  | 06  | 07  | 08  | 09  | 10  | 11  | 12  | 13  | 14  | 15  | 16  | 17  | 18  | 19  | 20  | 21  | 22  | 23 | 24  | 25  | 26 | 27  | 28  | 29  | 30  | 31  | 32  | 33  | 34  | 35  | 36  | 37  | 38  |
| --------- | --- | --- | --- | --- | --- | --- | --- | --- | --- | --- | --- | --- | --- | --- | --- | --- | --- | --- | --- | --- | --- | --- | -- | --- | --- | -- | --- | --- | --- | --- | --- | --- | --- | --- | --- | --- | --- | --- |
| Terrain   | D   | E   | E   | D   | E   | D   | E   | D   | E   | D   | D   | E   | D   | E   | D   | E   | D   | E   | D   | E   | D   | E   | D  | E   | D   | E  | D   | E   | D   | E   | D   | E   | E   | D   | E   | D   | D   | E   |
| Résultats | D   | N   | N   | V   | N   | N   | D   | V   | D   | N   | V   | D   | V   | N   | D   | D   | V   | N   | N   | V   | V   | N   | V  | D   | D   | V  | N   | D   | N   | D   | N   | V   | N   | D   | N   | V   | V   | D   |
| Points    | 0   | 1   | 2   | 5   | 6   | 7   | 7   | 10  | 10  | 11  | 14  | 14  | 17  | 18  | 18  | 18  | 21  | 22  | 23  | 26  | 29  | 30  | 33 | 33  | 33  | 36 | 37  | 37  | 38  | 38  | 39  | 42  | 43  | 43  | 44  | 47  | 50  | 50  |
| Place     | 15e | 15e | 14e | 10e | 12e | 13e | 16e | 12e | 14e | 14e | 13e | 14e | 11e | 13e | 14e | 17e | 12e | 14e | 14e | 12e | 10e | 10e | 7e | 11e | 11e | 9e | 10e | 13e | 12e | 14e | 14e | 11e | 12e | 13e | 11e | 11e | 10e | 11e |

Source : lfp.fr (Ligue de football professionnel)
Terrain : D = Domicile ; E = Extérieur. Résultat : D = Défaite ; N = Nul ; V = Victoire.

### Ligue Europa
En se classant 6e la saison précédente, et grâce à la victoire du Paris SG en Coupe de France face à l'AJ Auxerre, le FC Girondins de Bordeaux participe à l'édition 2015-2016 de la Ligue Europa et commence son parcours au 3e tour de qualification.

#### Tours préliminaires
Le tirage au sort de l'adversaire des Girondins de Bordeaux pour le 3e tour préliminaire de Ligue Europa a lieu le 17 juillet 2015. Le match aller se déroule le 30 juillet et le match retour, le 6 août.
| Date                        | Tour           | Adversaire       | Lieu | Résultat        | Buteurs pour les GdB                                                          | Buteurs adverses                             | Affluence | Diffuseur   |
| Jeudi 30 juillet 2015 20h30 | 3e tour aller  | AEK Larnaca      | Dom. | 3 - 0 · (0 - 0) | André Biyogo Poko 53e · Cheick Diabaté 74e (pen.) · Nicolas Maurice-Belay 80e | -                                            | 30 174    | BeIN Sports |
| Jeudi 6 août 2015 19h30     | 3e tour retour | AEK Larnaca      | Ext. | 0 - 1 · (0 - 1) | Isaac Kiese Thelin 29e                                                        | -                                            | 3 000     | BeIN Sports |
| Jeudi 20 août 2015 20h30    | Barrage aller  | FC Kaïrat Almaty | Dom. | 1 - 0 · (1 - 0) | Wahbi Khazri 27e                                                              | -                                            | 24 795    | BeIN Sports |
| 27 août 2015 16h30          | Barrage retour | FC Kaïrat Almaty | Ext. | 2 - 1 · (1 - 0) | Enzo Crivelli 76e                                                             | Cédric Yambéré 1re (csc) · Islambek Kuat 66e | 22 000    | BeIN Sports |

#### Phase de groupe
Après avoir passé laborieusement les barrages de la Ligue Europa (2E - 2 face au FC Kairat Almaty), les Girondins retrouvent la phase de groupe de la compétition. Le tirage au sort de la phase de groupe a eu lieu le 28 août 2015 à Monaco, à 13h. Les Girondins font partie du 3e chapeau du tirage. Ils affronteront le FK Rubin Kazan, le Liverpool FC et le FC Sion.
| Rang | Équipe                | Pts | J | G | N | P | Bp | Bc | Diff |  | Résultats (▼ dom., ► ext.) |     |     |     |     |
| ---- | --------------------- | --- | - | - | - | - | -- | -- | ---- |  | -------------------------- | --- | --- | --- | --- |
| 1    | Liverpool FC          | 10  | 6 | 2 | 4 | 0 | 6  | 4  | +2   |  | Liverpool FC               |     | 1-1 | 1-1 | 2-1 |
| 2    | FC Sion               | 9   | 6 | 2 | 3 | 1 | 5  | 5  | 0    |  | FC Sion                    | 0-0 |     | 2-1 | 1-1 |
| 3    | Rubin Kazan           | 6   | 6 | 1 | 3 | 2 | 6  | 6  | 0    |  | Rubin Kazan                | 0-1 | 2-0 |     | 0-0 |
| 4    | Girondins de Bordeaux | 4   | 6 | 0 | 4 | 2 | 5  | 7  | -2   |  | Girondins de Bordeaux      | 1-1 | 0-1 | 2-2 |     |

| Date                          | J. | Adversaire     | Lieu | Résultat        | Buteurs pour les GdB                 | Buteurs adverses                                  | Affluence | Diffuseur   |
| Jeudi 17 septembre 2015 19h00 | 1  | Liverpool FC   | Dom. | 1 - 1 · (0 - 0) | Jussiê 81e                           | Adam Lallana 65e                                  | 35 328    | BeIN Sports |
| Jeudi 1er octobre 2015 21h05  | 2  | FK Rubin Kazan | Ext. | 0 - 0 · (0 - 0) | -                                    | -                                                 | 17 642    | BeIN Sports |
| Jeudi 22 octobre 2015 21h05   | 3  | FC Sion        | Dom. | 0 - 1 · (0 - 1) | -                                    | Léo Lacroix 21e                                   | 18 313    | BeIN Sports |
| Jeudi 5 novembre 2015 19h00   | 4  | FC Sion        | Ext. | 1 - 1 · (0 - 0) | Thomas Touré 65e                     | Clément Chantôme 90+3e (csc)                      | 10 431    | BeIN Sports |
| Jeudi 26 novembre 2015 21h05  | 5  | Liverpool FC   | Ext. | 2 - 1 · (2 - 1) | Henri Saivet 33e                     | James Milner 38e (pen.) · Christian Benteke 45+1e | 45 522    | BeIN Sports |
| Jeudi 10 décembre 2015 19h00  | 6  | FK Rubin Kazan | Dom. | 2 - 2 · (0 - 1) | Gaëtan Laborde 58e · Diego Rolán 63e | Maksim Kanunnikov 31e · Vitali Ustinov 76e        | 13 640    | BeIN Sports |

### Coupe de France
La Coupe de France 2015-2016 est la 99e édition de la coupe de France, une compétition à élimination directe mettant aux prises tous les clubs de football amateurs et professionnels à travers la France métropolitaine et les DOM-TOM. Elle est organisée par la FFF et ses ligues régionales.
| Date                           | Tour                       | Adversaire               | Lieu | Résultat             | Buteurs pour les GdB                            | Buteurs adverses                                                                      | Affluence | Diffuseur   |
| Dimanche 3 janvier 2016 14h25  | Trente-deuxièmes de finale | EFC Fréjus Saint-Raphaël | Ext. | 2 - 3 · (1 - 0)      | Cheick Diabaté 37e 77e · Diego Rolán 90+2e      | Grégory Gendrey 33e 55e                                                               | 3 000     | France 3    |
| Mardi 19 janvier 2016 18h30    | Seizièmes de finale        | Angers SCO               | Ext. | 1 - 2 · (0 - 1)      | Jussiê 45+1e · Enzo Crivelli 58e                | Billy Ketkeophomphone 69e                                                             | 4 484     | Eurosport 2 |
| Mercredi 10 février 2016 19h00 | Huitièmes de finale        | FC Nantes                | Dom. | 3 - 4 a.p. · (1 - 1) | Enzo Crivelli 22e · André Poko 51e · Malcom 98e | Yacine Bammou 7e · Kolbeinn Sigþórsson 65e · Johan Audel 114e · Alejandro Bedoya 118e | 9 207     | Eurosport 2 |

### Coupe de la Ligue
La Coupe de la Ligue 2015-2016 est la 22e édition de la Coupe de la Ligue, compétition à élimination directe organisée par la Ligue de football professionnel (LFP) depuis 1994, qui rassemble uniquement les clubs professionnels de Ligue 1, Ligue 2 et National. Depuis 2009, la LFP a instauré un nouveau format de coupe plus avantageux pour les équipes qualifiées pour une coupe d'Europe.
| Date                            | Tour                | Adversaire | Lieu | Résultat        | Buteurs pour les GdB                                | Buteurs adverses                                                                                          | Affluence | Diffuseur |
| Mercredi 16 décembre 2015 19h00 | Huitièmes de finale | AS Monaco  | Dom. | 3 - 0 · (1 - 0) | Adam Ounas 16e · Diego Rolán 57e · Henri Saivet 89e | - | 15 163    | France 2  |
| Mardi 12 janvier 2016 21h00     | Quarts de finale    | FC Lorient | Dom. | 2 - 0 · (1 - 0) | Jaroslav Plašil 44e · Florent Chaigneau 58e (csc)   | - | 8 676     | France 4  |
| Mardi 26 janvier 2016 21h00     | Demi-finale         | Lille OSC  | Ext. | 5 - 1 · (3 - 1) | Clément Chantôme 33e                                | Yassine Benzia 7e · Lamine Sané 41e (csc) · Adama Soumaoro 45e · Éric Bauthéac 57e · Sofiane Boufal 90+1e | 19 168    | France 2  |

## Statistiques

### Statistiques individuelles
Mise à jour le 13 mars 2016.

### Statistiques collectives
| Compétition       | Débute au tour | Termine         | Matches joués | Gagnés | Nuls | Perdus | Buts pour | Buts contre | Différence |
| ----------------- | -------------- | --------------- | ------------- | ------ | ---- | ------ | --------- | ----------- | ---------- |
| Ligue 1           | -              | -               | 38            | 12     | 14   | 12     | 50        | 57          | -7         |
| Ligue Europa      | 3e tour        | Phase de groupe | 10            | 3      | 4    | 3      | 11        | 9           | +2         |
| Coupe de France   | 1/32 de finale | 1/8 finale      | 3             | 2      | 0    | 1      | 8         | 7           | +1         |
| Coupe de la Ligue | 1/8 de finale  | 1/2 finale      | 3             | 2      | 0    | 1      | 6         | 5           | +1         |
| Total             | -              | -               | 54            | 19     | 18   | 17     | 75        | 78          | -3         |

#### Statistiques buteurs
| Place | Nom                   | Ligue 1 | Ligue Europa | Coupe de France | Coupe de la Ligue | TOTAL des BUTS |
| 1     | Cheick Diabaté        | 10 buts | 1 but        | 2 buts          | -                 | 13             |
| 2     | Diego Rolán           | 7 buts  | 1 but        | 1 but           | 1 but             | 10             |
| 3     | Wahbi Khazri          | 5 buts  | 1 but        | -               | -                 | 6              |
| 3     | Enzo Crivelli         | 3 buts  | 1 but        | 2 buts          | -                 | 6              |
| 5     | Adam Ounas            | 5 buts  | -            | -               | 1 but             | 6              |
| 6     | Henri Saivet          | 2 buts  | 1 but        | -               | 1 but             | 4              |
| 6     | Jaroslav Plašil       | 3 buts  | -            | -               | 1 but             | 4              |
| 8     | Cédric Yambéré        | 3 buts  | -            | -               | -                 | 3              |
| 8     | Thomas Touré          | 2 buts  | 1 but        | -               | -                 | 3              |
| 10    | Nicolas Maurice-Belay | 1 but   | 1 but        | -               | -                 | 2              |
| 10    | Jussiê                | -       | 1 but        | 1 but           | -                 | 2              |
| 10    | André Biyogo Poko     | -       | 1 but        | 1 but           | -                 | 2              |
| 10    | Clément Chantôme      | 1 but   | -            | -               | 1 but             | 2              |
| 10    | Diego Contento        | 2 buts  | -            | -               | -                 | 2              |
| 10    | Malcom                | 1 but   | -            | 1 but           | -                 | 2              |
| 16    | Milan Gajić           | 1 but   | -            | -               | -                 | 1              |
| 16    | Pablo                 | 1 but   | -            | -               | -                 | 1              |
| 16    | Nicolas Pallois       | 1 but   | -            | -               | -                 | 1              |
| 16    | Isaac Kiese Thelin    | -       | 1 but        | -               | -                 | 1              |
| 16    | Gaëtan Laborde        | -       | 1 but        | -               | -                 | 1              |
| #     | contre son camp       | 2 buts  | -            | -               | 1 but             | 3              |
| Total | 20 buteurs            | 50 buts | 12 buts      | 8 buts          | 6 buts            | 75             |

En rouge les joueurs n'évoluant plus au club.
Date de mise à jour : le 12 mai 2016.

#### Statistiques passeurs
| Place | Nom                   | Ligue 1   | Ligue Europa | Coupe de France | Coupe de la Ligue | TOTAL des PASSES |
| 1     | Wahbi Khazri          | 7 passes  | -            | -               | -                 | 7                |
| 2     | Valentin Vada         | 2 passes  | 1 passe      | 1 passe         | 1 passe           | 5                |
| 3     | Diego Rolán           | 4 passes  | -            | -               | -                 | 4                |
| 3     | Enzo Crivelli         | 4 passes  | -            | -               | -                 | 4                |
| 5     | Thomas Touré          | 1 passe   | 1 passe      | 1 passe         | -                 | 3                |
| 5     | Adam Ounas            | 2 passes  | -            | 1 passe         | -                 | 3                |
| 5     | Jaroslav Plašil       | 3 passes  | -            | -               | -                 | 3                |
| 5     | Cheick Diabaté        | 3 passes  | -            | -               | -                 | 3                |
| 9     | Nicolas Maurice-Belay | 2 passes  | -            | -               | -                 | 2                |
| 9     | Clément Chantôme      | -         | 2 passes     | -               | -                 | 2                |
| 9     | Frédéric Guilbert     | -         | 1 passe      | 1 passe         | -                 | 2                |
| 9     | Malcom                | 2 passes  | -            | -               | -                 | 2                |
| 12    | Maxime Poundjé        | 1 passe   | -            | -               | -                 | 1                |
| 12    | Henri Saivet          | -         | 1 passe      | -               | -                 | 1                |
| 12    | Jussiê                | -         | -            | 1 passe         | -                 | 1                |
| 12    | Lamine Sané           | -         | -            | 1 passe         | -                 | 1                |
| 12    | Nicolas Pallois       | 1 passe   | -            | -               | -                 | 1                |
| 12    | Jean Ambrose          | -         | -            | 1 passe         | -                 | 1                |
| 12    | Haj Hassen            | -         | -            | 1 passe         | -                 | 1                |
| 12    | André Biyogo Poko     | 1 passe   | -            | -               | -                 | 1                |
| Total | 20 passeurs           | 33 passes | 6 passes     | 8 passes        | 1 passe           | 48               |

En rouge les joueurs n'évoluant plus au club.
Date de mise à jour : le 12 mai 2016.

#### Statistiques cumulées
| Place | Nom                   | But     | Passe     | Total |
| 1     | Cheick Diabaté        | 13 buts | 3 passes  | 16    |
| 2     | Diego Rolán           | 10 buts | 4 passes  | 14    |
| 3     | Wahbi Khazri          | 6 buts  | 7 passes  | 13    |
| 4     | Enzo Crivelli         | 6 buts  | 4 passes  | 10    |
| 5     | Adam Ounas            | 6 buts  | 3 passes  | 9     |
| 6     | Jaroslav Plašil       | 4 buts  | 3 passes  | 7     |
| 7     | Thomas Touré          | 3 buts  | 3 passes  | 6     |
| 8     | Henri Saivet          | 4 buts  | 1 passe   | 5     |
| 8     | Valentin Vada         | -       | 5 passes  | 5     |
| 10    | Nicolas Maurice-Belay | 2 buts  | 2 passes  | 4     |
| 10    | Clément Chantôme      | 2 buts  | 2 passes  | 4     |
| 10    | Malcom                | 2 buts  | 2 passes  | 4     |
| 13    | Jussiê                | 2 buts  | 1 passe   | 3     |
| 13    | Cédric Yambéré        | 3 buts  | -         | 3     |
| 13    | André Biyogo Poko     | 2 but   | 1 passe   | 3     |
| 16    | Frédéric Guilbert     | -       | 2 passes  | 2     |
| 16    | Diego Contento        | 2 buts  | -         | 2     |
| 18    | Maxime Poundjé        | -       | 1 passe   | 1     |
| 18    | Lamine Sané           | -       | 1 passe   | 1     |
| 18    | Jean Ambrose          | -       | 1 passe   | 1     |
| 18    | Milan Gajić           | 1 but   | -         | 1     |
| 18    | Pablo                 | 1 but   | -         | 1     |
| 18    | Nicolas Pallois       | 1 but   | -         | 1     |
| 18    | Isaac Kiese Thelin    | 1 but   | -         | 1     |
| 18    | Gaëtan Laborde        | 1 but   | -         | 1     |
| 18    | Haj Hassen            | -       | 1 passe   | 1     |
| 18    | Nicolas Pallois       | -       | 1 passe   | 1     |
| Total | 28 joueurs            | 75 buts | 48 passes | 123   |

En rouge les joueurs n'évoluant plus au club.
Date de mise à jour : le 12 mai 2016.

#### Coefficient UEFA
Ce classement permet de déterminer les têtes de séries dans les compétitions européennes, plus les clubs gagnent des matches dans ces compétitions, plus leur coefficient sera élevé sera mis à jour chaque 1er du mois.
Coefficient UEFA des Girondins de Bordeaux  :
| -     | juillet | août   | sept.  | oct.   | nov.   | déc.   | janv.  | févr.  | mars   | avr.   | mai    |
| coef. | 22.599  | 22.599 | 22.883 | 25.283 | 25.449 | 26.816 | 28.249 | 28.249 | 28.383 | 28.516 | 28.549 |
| place | 80e     | 80e    | 81e    | 78e    | 80e    | 76e    | 72e    | 72e    | 72e    | 72e    | 72e    |

Date de mise à jour : le 2 mai 2016.

## Affluence
Affluence des Girondins de Bordeaux à domicile cette saison

### Plus grosses affluences
| Rang | Match                                          | Journée           | Date       | Affluence |
| 1    | Girondins de Bordeaux - Olympique de Marseille | Ligue 1 - J19     | 20/12/2015 | 39 672    |
| 2    | Girondins de Bordeaux - Paris SG               | Ligue 1 - J35     | 11/05/2016 | 38 026    |
| 3    | Girondins de Bordeaux - Liverpool FC           | Ligue Europa - J1 | 17/09/2015 | 35 328    |
| 4    | Girondins de Bordeaux - AS Saint-Etienne       | Ligue 1 - J25     | 07/02/2016 | 34 377    |
| 5    | Girondins de Bordeaux - Stade de Reims         | Ligue 1 - J1      | 09/08/2015 | 31 583    |

### Plus faibles affluences
| Rang | Match                                  | Journée                              | Date       | Affluence |
| 1    | Girondins de Bordeaux - FC Lorient     | Coupe de la Ligue - Quarts de finale | 12/01/2016 | 8 676     |
| 2    | Girondins de Bordeaux - FC Nantes      | Coupe de France - 8èmes de finale    | 10/02/2016 | 9 207     |
| 3    | Girondins de Bordeaux - FC Rubin Kazan | Ligue Europa - J6                    | 10/12/2015 | 13 640    |

## Équipementier et sponsors
Les Girondins de Bordeaux ont pour équipementier Puma jusqu'en 2020.
Parmi les sponsors des Girondins figurent la marque sud-coréenne KIA (qui a annoncé son retrait en fin de saison), YEZZ, Pichet Immobilier, Acer et le site de paris sportifs Winamax.